# 사막 교모

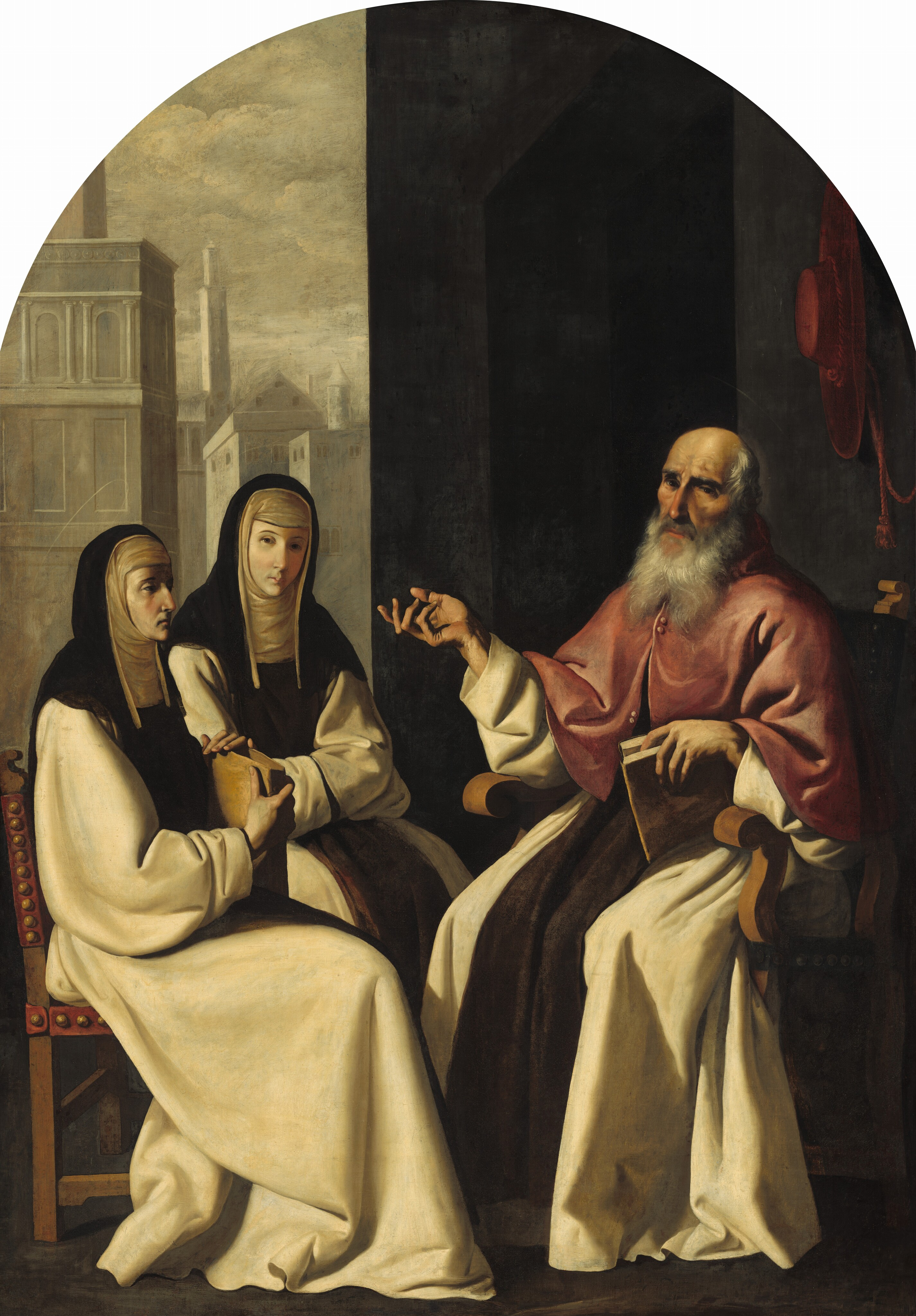
성녀 파울라와 그녀의 딸 에우스토키움 그리고 그들의 영적인 조언자 히에로니무스, 프란시스코 데 수르바란 작.

사막 교모(沙漠敎母, Desert Mother)란 4세기와 5세기에 이집트와 팔레스타인 그리고 시리아의 사막에서 생활하던 기독교의 여성 금욕주의자들이다. 일찍이 그들이 은수자들로서 살았다고 해도, 그들은 그 기간 동안에 형성되기 시작한 수도원 공동체에서 거주했다. 사막의 외부에서 거주했을지라도, 그 시기부터 초기의 금욕주의 또는 수도원의 전통들에 영향을 끼친 다른 여성들도 사막 교모들로 서술된다.
사막 교부들이 훨씬 더 잘 알려져 있는데, 초기의 많은 문헌들이 그들에 의해 그리고 그들에 대해서 기술되었기 때문이다. 사막 교모들에게서 직접적으로 기인된 저서들은 없는데, 그들에 관한 이야기들은 초기의 사막 교부들과 그들의 전기들에서 비롯되었다. 《아포프테그메타 파트룸》 또는 《사막 교부들의 고담집》은 사막 교모들에게서 기인된 47 개의 금언들을 포함한다. 사막에서 생활하는 2,975 명의 여성들을 언급한 팔라디우스에 의한 라우시아의 역사에 사막 교모들에게 헌정하는 여러 장들이 있다. 다양한 이야기들을 포함하는 다른 자료들은 여러 해 동안 전통적으로 vitae("생애")라고 불리는 그 시기의 성인들의 삶에 대해서 전했다.

## 저명한 사막 교모들

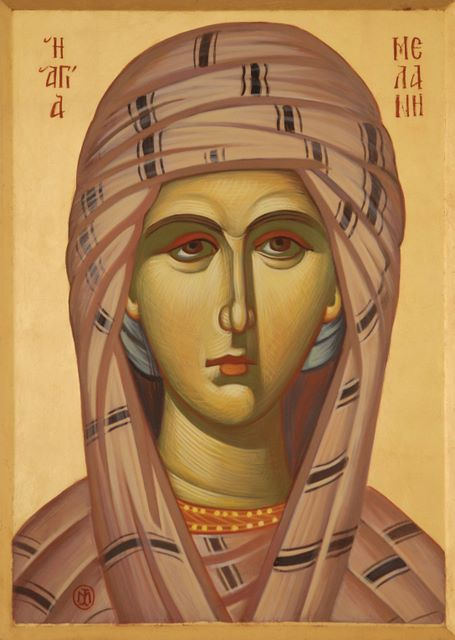
작은 멜라니아의 성화상

암마스(영적인 어머니)로 알려진 사막 교모들은 영적인 스승들과 지도사들로서 얻은 존경으로 인해 사막 교부들(압바스)과 견줄만 하다. 가장 잘 알려진 사막 교모들 가운데 한 사람은 알렉산드리아의 암마스 신클레티카인데, 그녀는 사막 교부들의 고담집에서의 그녀에게서 기인된 27 개의 금언들을 남겼다. 두 명의 다른 암마스들인 알렉산드리아의 테오도라와 사막의 암마스 사라 또한 그 책에서의 금언들을 남겼다. 사막 교모들은 큰 멜라니아와 여성 부제 올림피아스, 성녀 파올라와 그녀의 손녀 에우스토키움 그리고 작자미상의 여러 명의 여성들을 포함하는 라우시아의 역사에 서술되었다.
문헌 기록들에 의하면, 암마스 신클레티카는 360년 경에 부유한 부모에게서 태어났고 사막 교부 에바그리우스 폰티쿠스의 저서들의 이른 공부들을 포함하여 잘 교육받았다고 한다. 그녀의 부모가 죽은 후에, 그녀는 그녀가 가진 모든 것을 팔아 그 돈을 빈자에게 주었다. 그녀의 맹인 자매와 함께 그녀의 도시 밖으로 이주한 그녀는 알렉산드리아 밖의 묘지에서 은수자로서 살았다. 점차적으로, 영적인 어머니로서 역할하는 그녀를 중심으로 여성 금욕주의자들의 공동체가 성장했다. 신클레티카는 금욕주의자이며 은수자임에도 불구하고, 그녀는 절제를 그리고 본질적으로 금욕주의가 끝은 아니라고 가르쳤다.
알렉산드리아의 테오도라는 알렉산드리아 근교의 여성 수도 공동체의 암마스였다. 그때 이전에, 그녀는 남자로 변장하고 사막으로 도망쳤고 수사들의 공동체에 입소했다. 많은 사막 교부들이 그녀에게 조언을 구했는데, 전하는 바에 따르면, 알렉산드리아의 주교 테오필루스가 그녀에게 상담을 받으러 왔다고 한다.
사막의 고담집에서의 사라는 그녀가 60년 동안 강가에서 생활한 은수자였음을 나타낸다. 그녀에게 도전하는 일부의 노인들에게 했던 그녀의 예리한 답변은 뚜렷하게 강한 성격을 보여준다. 한 이야기에 의하면, 두 명의 은자들이 그 사막에 방문했고 "저 노파에게 굴욕감을 주자."고 결심했다고한다. 그들은 그녀에게 "당신 스스로에게 교만한 생각이 들지 않을까 조심하시오. 은자들이 한낱 여자일뿐인 나를 알게 된 것좀 봐요!"라고 말했다고 한다. 그녀는 이렇게 대답했다고 한다. "자연의 순리대로라면 나는 여자이지만, 나의 생각은 그렇지 않소."
로마 관리의 딸인 큰 멜라니아는 젊은 나이에 과부가 되었고 알렉산드리아로 그리고 그 다음에 니트리아 사막으로 이주했다. 그녀는 여러 명의 사막 교부들과 만나서, 그들의 여행길을 따랐고, 그녀 자신의 돈으로 그들을 보살폈다. 여러 명의 교부들이 관리들에 의해 팔레스타인에서 추방당한 후에, 한때, 그녀는 그들을 도와주었다는 이유로 감옥에 투옥되었다. 그녀는 마침내 예루살렘에 약 50 명의 수녀들을 지닌 수도회를 설립했다.
그녀의 손녀인 작은 멜라니아는 13세에 결혼했고 두 명의 아들을 두었는데, 그들 모두 어린 나이에 죽었다. 그녀가 20세가 되었을 때, 그녀와 그녀의 남편 피니아누스는 둘다 속세를 포기하고, 수도회들과 수도원들을 설립했다.

## 격언들
- 암마스 사라가 말했다. "만일, 제가 모든 사람들이 나의 지도에 찬성하기를 기도했다면, 저는 각각 한 명씩의 문에서 참회하는 자신을 발견했을 것입니다. 그러나, 저는 오히려 저의 마음이 모두에게 순수해 질 수 있도록 기도했습니다."[10]
- 암마스 신클레티카는 말했다. "처음에, 하느님께 그리고 나중에는 말로 표현할 수 없는 기쁨으로 나아가고 있는 사람들을 위한 많은 전투들과 많은 고통들이 있었습니다. 그것은 불을 밝히고자 하는 사람들과 같습니다. 첫 번째, 그들은 연기와 울음에, 그리고 그들이 추구하는 것을 얻는 그 방법들에 의해서 숨이 막힙니다. ... 그러므로, 우리는 또한 눈물과 노고를 통해 우리 스스로들에게 신성한 불을 붙이도록 해야합니다."[11]
- 암마스 신클레티카가 말하기를 "산에서 생활하며 마치 도시에 있는 듯 행동하는 많은 사람들이 있습니다. 그들은 그들의 시간을 허비하고 있습니다. 누군가가 군중 속에서 살고 있어도 그 사람의 마음으로 은자가 되는 것이 가능합니다. 그리고 그들 스스로의 생각으로 군중 속에서 생활하는 은자들인 사람들이 있을 수 있습니다.[12]
- 암마스 테오도라가 금욕주의도 철야기도도 구원을 위한 어느 종류의 고행도 구원에 이를 수 없다고 말했다. 오직 진실한 겸손만이 그렇게 할 수 있다. 악마들을 쫓아낼 수 있는 한 은자가 있었다. 그리고, 그는 그들에게 물었다. "무엇이 너희를 떠나가게 만드느냐? 단식이냐?" 그들이 대답했다. "우리는 먹지도 마시지도 않는다." "그것은 철야기도인가?" 그들이 말했다. "우리는 잠들지 않는다." "그러면, 어떤 힘이 너희를 떠나가도록 말하느냐?" 그들이 대답했다. "혼자의 겸손을 제외하고는 아무것도 우리를 극복할 수 없다." 암마스 테오도라가 말했다. "당신은 겸손이 어떻게 악마들에게 승리하는지 보았소?"[13]

## 같이 보기
- 블래실라
- 알렉산드리아의 카타리나
- 기독교 수도원주의
- 데미아나
- 시리아의 돔니나
- 동방 교회의 수도원주의
- 존 크리사브기스
- 큰 마라키나
- 작은 마카리나
- 동정 마르가리타
- 이집트의 마리아
- 메노도라와 메트로도라 그리고 님포도라
- 성녀 펠라기아
- 알렉산드리아의 신클레티카
- 레스보스의 테오크트리스테
- 사막의 사라
- 작은 멜라니아

## 노트
1. 1 2  Johnston 2000, 373쪽
2. ↑  King 1989
3. 1 2  Johnston 2000, 374쪽
4. ↑  Earle 2007
5. ↑  Chryssavgis 2008
6. ↑  Swan 2001, 104쪽
7. ↑  Earle 2007, 41쪽
8. ↑  Forman 2005, 32쪽
9. 1 2  Palladius 1918
10. ↑  Swan 2001, 43쪽
11. ↑  Swan 2001, 39쪽
12. ↑  Chryssavgis 2008, 30쪽
13. ↑  Chryssavgis 2008, 73쪽

## 참고
- Chryssavgis, John (2008). 《In the Heart of the Desert: Revised Edition: The Spirituality of the Desert Fathers and Mothers (Treasures of the World's Religions)》. Bloomington, Ind.: World Wisdom. 29–32쪽. ISBN 1-933316-56-X.
- Earle, Mary C. (2007). 《The Desert Mothers: Spiritual Practices from the Women of the Wilderness》. Church Publishing, Inc. ISBN 9780819221568.
- Forman, Mary (2005). 《Praying with the Desert Mothers》. Liturgical Press. 32쪽. ISBN 9780814615225.
- King, Margot (1989). 《The Desert Mothers》. Peregrina Publishing.
- Johnston, William M. (2000). 《Encyclopedia of Monasticism: volume 1》. Fitzroy Dearborn Publishers. 373–374쪽. ISBN 9781579580902.
- Palladius (1918). 《The Lausiac History》 Translation by W. K. L. Clarke판. Macmillan (online edition by Fordham University). 2014년 8월 14일에 원본 문서에서 보존된 문서. 2012년 1월 21일에 확인함.
- Swan, Laura (2001). 《The Forgotten Desert Mothers: Sayings, Lives, and Stories of Darly Christian Women》. Paulist Press. 39, 43쪽. ISBN 9780809140169.

## 추가 도서
- Cameron, Averil; Elizabeth Puttick, Bernard Clarke (1993). 《Desert Mothers: Women Ascetics in Early Christian Egypt》. Edwin Mellen Press.
- Ward, Benedicta (1985). “Apophthegmata Matrum”. 《Studia Patristica》 (Berlin: Akademie Verlag) 16 (2): 63~66.